# Navosoma
Navosoma is een kevergeslacht uit de familie van de boktorren (Cerambycidae). De wetenschappelijke naam van het geslacht werd voor het eerst geldig gepubliceerd in 1847 door Blanchard.

## Soorten
Navosoma is monotypisch en omvat slechts de volgende soort:
- Navosoma luctuosum (Schönherr, 1817)